# 26ª Brigata artiglieria "Maggior generale Roman Daškevič"
La 26ª Brigata artiglieria "Maggior generale Roman Daškevič" (in ucraino 26-та артилерійська бригада імені генерал-хорунжого Романа Дашкевича?, 26-ta artylerijs'ka bryhada imeni heneral-chorunžoho Romana Daškevyča, unità militare A3091) è un'unità di artiglieria delle Forze terrestri ucraine, subordinata al Comando operativo "Nord" e con base a Berdyčiv.

## Storia
La brigata venne costituita il 30 ottobre 2004 sulla base del gruppo di artiglieria della 62ª Brigata meccanizzata, che venne conseguentemente sciolta. Prese parte alle prime fasi della guerra del Donbass nel 2014, in concomitanza della quale ricevette i Giatsint-S e i Pion restaurati. Nel gennaio 2015 il 5º Battaglione venne distaccato e andò a formare la base della 43ª Brigata artiglieria. Il 12 maggio 2017 le venne assegnato il 14º Battaglione fanteria motorizzata "Čerkasy", ex battaglione di difesa territoriale, che venne trasformato nel battaglione di protezione della brigata. Il 6 maggio 2019 la brigata venne ufficialmente dedicata a Roman Daškevič, generale dell'esercito della Repubblica Popolare Ucraina e considerato uno dei fondatori dell'artiglieria ucraina moderna.
In seguito all'invasione russa dell'Ucraina del 2022 la brigata è stata immediatamente schierata in Donbass, dove ha preso parte alla difesa della regione attestandosi nei dintorni di Kramators'k. Il 22 maggio è stata insignita dal presidente ucraino Volodymyr Zelens'kyj del titolo onorifico "Per il Valore e il Coraggio". Nell'ottobre 2022, durante l'assedio di Bachmut, è stato riportato come la brigata avesse in servizio obici semoventi PzH 2000 e AHS Krab, forniti rispettivamente da Germania e Polonia. All'inizio di settembre 2023 la brigata, sempre schierata nel settore di Bachmut, ha contribuito al respingimento di un importante contrattacco condotto su Kliščiїvka dalla 61ª Brigata fanteria di marina russa, la quale ha subito gravissime perdite a causa delle munizioni a grappolo.
Nell'agosto 2025, in concomitanza con la riforma delle Forze armate dell'Ucraina verso una struttura basata sui corpi d'armata, elementi della brigata sono stati distaccati per andare a costituire la nuova 68ª Brigata artiglieria.

## Struttura
- Comando di brigata[15]
- 1º Battaglione artiglieria semovente
- 2º Battaglione artiglieria semovente
- 3º Battaglione artiglieria semovente
- Battaglione artiglieria anticarro (MT-12 Rapira)
- Battaglione acquisizione obiettivi
- 14º Battaglione di protezione
- Compagnia genio
- Compagnia manutenzione
- Compagnia logistica
- Compagnia comunicazioni
- Compagnia radar
- Plotone difesa NBC
- Plotone medico

## Simboli
Lo stemma della brigata è tagliato di rosso e di verde. Al centro si trova un cannone dorato, che insieme al colore rosso indica l'appartenenza dell'unità alle forze missilistiche e di artiglieria dell'Ucraina. Le due berdiche d'argento incrociate e il colore verde richiamano invece lo stemma della città di Berdyčiv, dove si trova la sede della brigata.

## Comandanti
- Colonnello Anatolij Kločko (2004-2005)
- Colonnello V'jačeslav Horbyl'ov (2005-2011)
- Colonnello Andrij Malinovs'kyj (2011-2018)
- Colonnello Andranyk Hasparjan (2018-2022)
- Colonnello Serhij Marcenjuk (2022-in carica)